# 1787 en architecture
| Années de l'architecture : 1784 - 1785 - 1786 - 1787 - 1788 - 1789 - 1790    |
| Décennies de l'architecture : 1750 - 1760 - 1770 - 1780 - 1790 - 1800 - 1810 |

Cet article présente les faits marquants de l'année 1787 en architecture.

## Réalisations

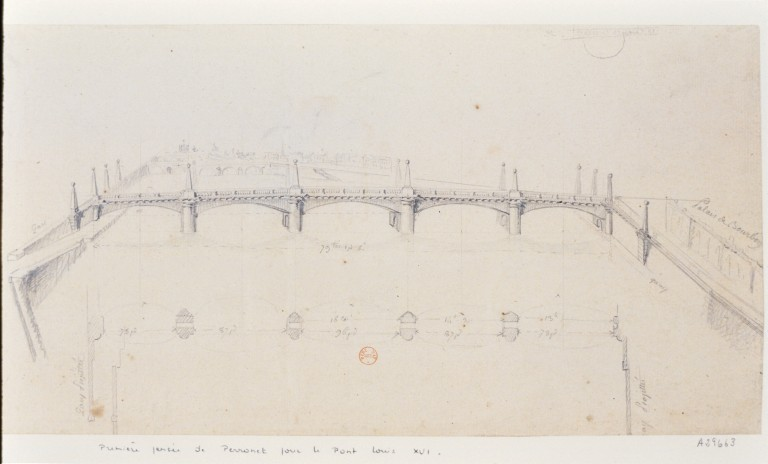
Pont de la Concorde, projet de Perronet.

- Début de la construction du Pont de la Concorde par Perronet (fin en 1791).
- Monastère royal de Saint Joachim et Sainte Anne à Valladolid par Francesco Sabatini (1780-1787).

## Événements
- Bernard Poyet succède à Pierre-Louis Moreau-Desproux comme maître général des bâtiments de la Ville de Paris.

## Récompenses
- Prix de Rome : Jacques-Charles Bonnard.

## Naissances
- x

## Décès
- x